# Dehaasia polyneura
Dehaasia polyneura är en lagerväxtart som först beskrevs av Friedrich Anton Wilhelm Miquel, och fick sitt nu gällande namn av Kostermans. Dehaasia polyneura ingår i släktet Dehaasia och familjen lagerväxter. Inga underarter finns listade i Catalogue of Life.